# Julien Hoferlin
Julien Hoferlin, né à Aywaille le 5 juillet 1966 et mort le 8 avril 2016 à Liège, est un entraîneur belge de tennis. Il a été capitaine de l'équipe de Belgique de Coupe Davis de 2006 à 2008.

## Biographie
Originaire d'Aywaille et résidant à Beaufays, Julien Hoferlin a entraîné plusieurs joueurs et joueuses belges dont Dominique Monami, les frères Christophe et Olivier Rochus et Steve Darcis.
Capitaine de l'équipe de Belgique de Coupe Davis de 2006 à 2008, il mène en 2007 l'équipe nationale en quart de finale du groupe mondial après avoir battu l'Australie de Lleyton Hewitt 3-2 à Liège grâce à deux victoires en simple de Kristof Vliegen et une d'Olivier Rochus.
Entre 2008 et 2014, il travaille pour la Fédération britannique de tennis où il côtoie notamment les joueurs Dan Evans et Johanna Konta.
Il a également été consultant sportif pour la RTBF pendant une quinzaine d'années,.
Il décède en 2016 à l’âge de 49 ans d'un cancer du cerveau.